# 티모시 간츠
티모시 놀런 간츠(Timothy Nolan Gantz, 1945년 12월 23일 ~ 2004년 1월 20일)는 고전학자이자 《초기 그리스 신화: 문학 및 예술적 출처 안내서》(Early Greek Myth: A Guide to Literary and Artistic Sources, 1993년)의 저자이다. 간츠는 1967년 해버퍼드 칼리지 문학사, 1970년 프린스턴 대학교 철학박사 과정을 밟은 뒤 1970년부터 조지아 대학교에서 고전학 교수로 오랜 기간 재직하였다. 1985년부터 로마에서 유학하기 프로그램을 감독하였다. 간츠는 조지아 애선스에서 사망하였으며, 아내 엘레나와의 슬하에 아들 타비시를 두었다.